# Contemporary Educational Psychology
Contemporary Educational Psychology est une revue de psychologie de l'éducation évaluée par les pairs et publiée par Elsevier. Son éditeur en chef est Patricia Alexander (en), de l'université du Maryland).
La revue ferait partie des « cinq grandes » (big five) publications du domaine avec Educational Psychology Review (en), Journal of Educational Psychology, Educational Psychologist (en) et Cognition and Instruction[source insuffisante].